# سیارک ۱۵۰۲۸
سیارک ۱۵۰۲۸ (به انگلیسی: 15028 Soushiyou، نامگذاری:1998UL23)۱۵۰۲۸مین سیارک کشف شده‌است که در ۲۶ اکتبر ۱۹۹۸ کشف شد.